# کلینت بلک
کلینت بلک (انگلیسی: Clint Black؛ زادهٔ ۴ فوریهٔ ۱۹۶۲
لانگ برنچ، نیوجرسی usa) یک موسیقی‌دان اهل ایالات متحده آمریکا است. وی از سال ۱۹۸۳ میلادی تاکنون مشغول فعالیت بوده‌است.